# Krzysztof Szymczak
Krzysztof Szymczak (ur. 16 września 1951 w Szczecinie) – polski żeglarz, olimpijczyk z Monachium 1972.
W roku 1968 zdobył brązowy medal mistrzostw świata w klasie Hornet (partnerem był M.Szczerzyński).
Na igrzyskach w roku 1972 wystartował na jachcie klasy Latający Holender (partnerem był Zbigniew Kania). Polska załoga zajęła 21. miejsce.